# Hármas-hegyi-rombarlang
A Hármas-hegyi-rombarlang a Tihanyi-félszigeten, a Balaton-felvidéki Nemzeti Parkban található egyik rombarlang.

## Leírás
Ugyanabban a forráskúpban található mint a Hármas-hegyi-eresz. Tengerszint feletti magassága 180 m körül van.
A régi kőbánya alaposan szétbontotta a barlangot. Alighanem nagyobb kiterjedésű, 10–15 m-es barlang lehetett, vagy több kisebb barlang egy csoportban, mert egymástól távol állnak a boltozódást mutató falmaradványok. E falmaradványok tövében néhol mély rések tapasztalhatók. A bánya bolygatta felszínen, a kiemelkedő tömbök között mélyebb gödrök is láthatók.
A falakon sok helyen látszik hidrotermális oldásnyom. A hajdani barlang részletesebb morfológiai képére nem enged következtetni a ma látható maradványhalmaz. Esetleges ásatása sem kecsegtet reménnyel. Szerény jelentőségű rombarlang.
1983-ban volt először Hármas-hegyi-rombarlangnak nevezve a rombarlang az irodalmában.

## Kutatástörténet
Eszterhás István 1983-ban írta le először az üreget. Korábbi irodalmi említéséről, kutatottságáról nem tudni. Az Eszterhás István által 1989-ben írt, Magyarország nemkarsztos barlangjainak listája című kéziratban az olvasható, hogy a Bakony hegységben, a 4463-as barlangkataszteri területen, Tihanyban létezett Hármas-hegyi-rombarlang gejziritben alakult ki. Az ismeretlen méretű barlang le van robbantva. A listában meg van említve az a Magyarországon, nem karsztkőzetben kialakult, létrehozott 220 objektum (203 barlang és 17 mesterséges üreg), amelyek 1989. év végéig váltak ismertté. Magyarországon 40 barlang keletkezett gejziritben. Az összeállítás szerint Kordos László 1984-ben kiadott barlanglistájában fel van sorolva 119 olyan barlang is, amelyek nem karsztkőzetben jöttek létre.
Az Eszterhás István által 1993-ban írt, Magyarország nemkarsztos barlangjainak lajstroma című kéziratban meg van említve, hogy a Bakony hegységben, a 4463-as barlangkataszteri területen, Tihanyban helyezkedett el a Hármas-hegyi-rombarlang. Az ismeretlen méretű és gejziritben keletkezett barlang le van robbantva. Az összeállításban fel van sorolva az a Magyarországon, nem karsztkőzetben kialakult, létrehozott 520 objektum (478 barlang és 42 mesterséges üreg), amelyek 1993 végéig ismertté váltak. Magyarországon 40 barlang, illetve mesterségesen létrehozott, barlangnak nevezett üreg alakult ki, lett kialakítva gejziritben. A Bakony hegységben 123 barlang jött létre nem karsztkőzetben. A 2001. november 12-én készült, Magyarország nemkarsztos barlangjainak irodalomjegyzéke című kézirat barlangnévmutatójában szerepel a Hármas-hegyi-rombarlang. A barlangnévmutatóban fel van sorolva 7 irodalmi mű, amelyek foglalkoznak a rombarlanggal.

## További irodalom
- Eszterhás István: A Tihanyi-félsziget barlangkatasztere. Kézirat, 1984. (A kézirat megtalálható a Magyar Karszt- és Barlangkutató Társulat Adattárában és a KvVM Barlang- és Földtani Osztályon.) (Néhány oldallal és fényképpel bővebb, mint az 1987-es nyomtatott változat. A kéziratot csak barlangonként szétdarabolva láttam.)
- Eszterhás István: A Bakony nemkarsztos barlangjainak genotipusai és kataszteri jegyzéke. Kézirat. Budapest, 1986. Szerződéses munka az Országos Környezet- és Természetvédelmi Hivatalnak.